# Galactogène

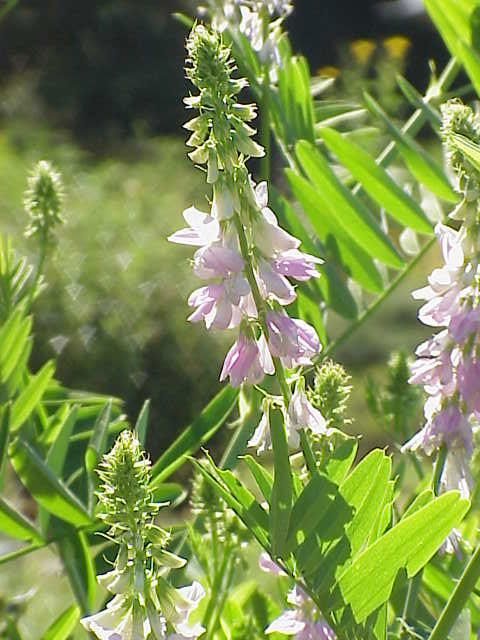
La Galega officinalis est une plante galactogène

Un aliment galactogène ou galactagogue est un aliment qui favorise, chez les femmes, la production de sécrétion de lait maternel en vue de l'allaitement.

## Étymologie
Galactogène vient du grec ancien γάλα gala (en composé galakto-), « lait », et γεννᾶν gennan, « engendrer ».

## Exemples
Exemples d'aliments galactogènes:
- Fenugrec
- Chardon béni
- Galega
- Levure de bière
- Luzerne
- Guimauve
- Orties
- Verveine
- Fenouil
- Asperge